# Viktorija Kljugina

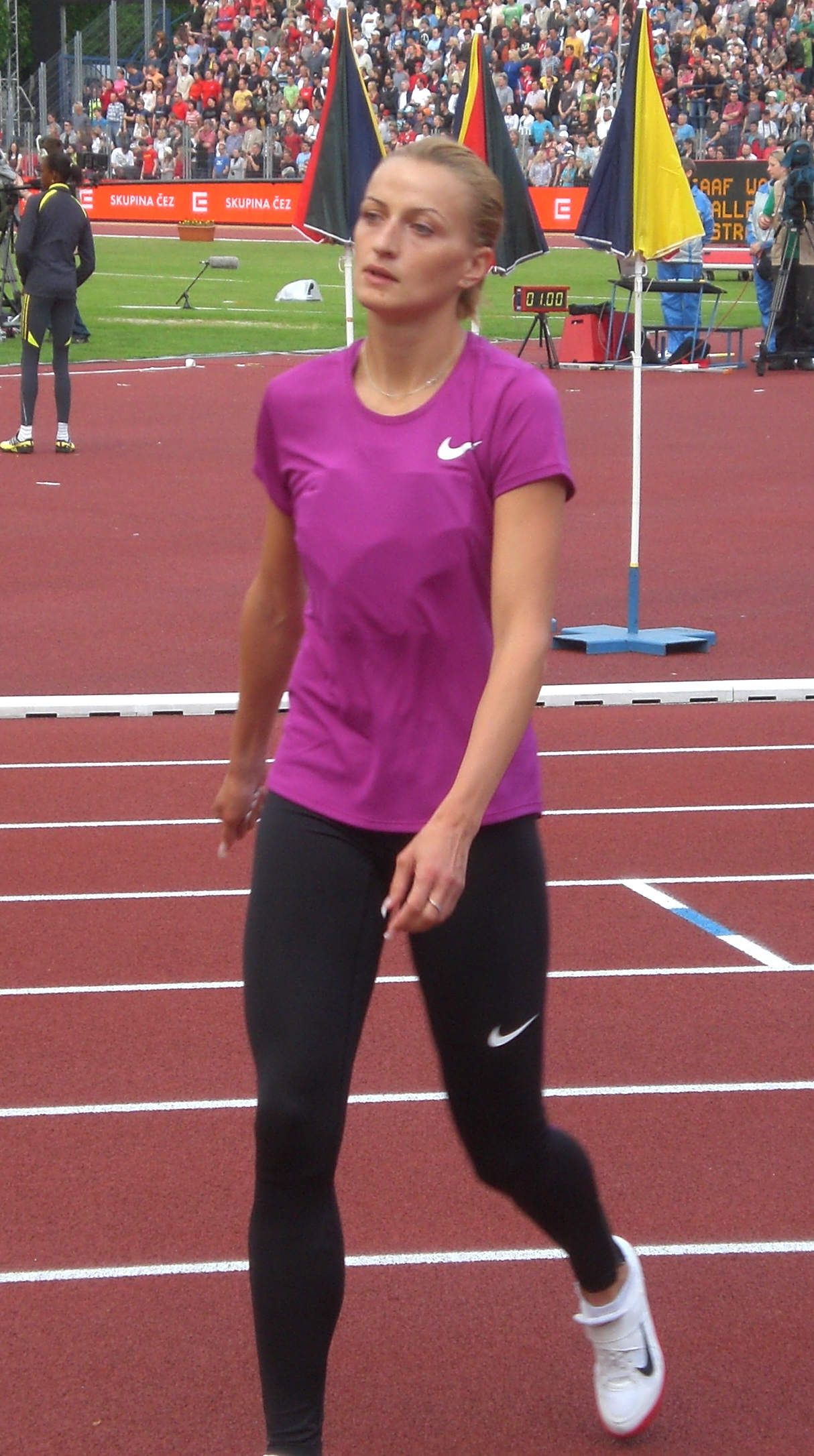
Viktorija Kljugina

Viktorija Kljugina, född den 28 september 1980 som Viktorija Silvka, är en rysk friidrottare som tävlar i höjdhopp. Gift med den tidigare olympiske mästaren i höjdhopp Sergej Kljugin.
Kljugina deltog vid inomhus-EM 2000 i Gent där hon slutade på en sjätte plats efter ett hopp på 1,92. Hon deltog även vid inomhus-EM 2009 då hennes 1,96 räckte till brons.

## Personliga rekord
- Höjdhopp - 1,98 (2,00 inomhus)